# Phalaenopsis 'Golden Emperor'
Phalaenopsis 'Golden Emperor' est un cultivar hybride artificiel d'orchidées, du genre Phalaenopsis.
Il a beaucoup contribué a l'obtention des hybrides de couleur jaune.

## Parenté
Phal. 'Golden Emperor' = Phalaenopsis 'Snow Daffodil' × Phalaenopsis 'Mambo'.

## Cultivars
Phal. 'Golden Emperor Sweet'